# 22584 Вініґлісон
22584 Вініґлісон (22584 Winigleason) — астероїд головного поясу, відкритий 21 квітня 1998 року.
Тіссеранів параметр щодо Юпітера — 3,569.